# Frédérique Dumas
Pour les articles homonymes, voir Dumas.
Frédérique Dumas, ou Frédérique Dumas-Zajdela, née le 18 mai 1963 à Paris, est une productrice de cinéma et femme politique française. De 2007 à 2014, elle est directrice générale de la filiale cinéma d'Orange. Entre 2017 et 2022, elle est députée à l'Assemblée nationale, jusqu'en 2018 dans le groupe La République en marche, puis dans le groupe UDI et indépendants.

## Biographie

### Formation
Frédérique Dumas est née le 18 mai 1963 à Paris.
Elle est titulaire d'un DESS Techniques de l'information et de la communication obtenu à l'Institut français de presse (Paris II Assas) et d'un diplôme de Relations internationales obtenu à l'Institut libre d'étude des relations internationales.

### Carrière cinématographique
De 1989 à 1993, Frédérique Dumas est directrice du développement de Polygram Audiovisuel.
De 1993 à 2003, elle est productrice indépendante, à la tête de Noé Productions.
De 2015 à 2017, elle est présidente d’Inga Films.
À ce titre elle a produit des films aussi divers que Before the Rain de Milcho Manchevski ; Lion d'Or à Venise, Fourbi d'Alain Tanner ; Dobermann de Jan Kounen ; Kini et Adams d'Idrissa Ouedraogo ; Le Plaisir (et ses petits tracas) de Nicolas Boukhrief ; Train de vie de Radu Mihaileanu ; Le Fils adoptif d'Aktan d'Abdykalikov, Les Portes de la gloire de Benoît Poelvoorde et Christian Merret-Palmair.
De 2007 à 2014, elle est directrice générale de Studio 37, la filiale cinéma d’Orange, qui prend ensuite pour nom Orange Studio, qui produit aussi bien des films grand public que des films d'auteurs - par exemple Les Beaux Gosses, Gainsbourg (vie héroïque), À l'origine, etc.,,. En désaccord sur la stratégie avec Stéphane Richard, patron d'Orange, elle est licenciée.
Licenciée, elle attaque en justice Stéphane Richard et Christine Albanel qui conviennent d'un accord assorti d'une clause de confidentialité,,,.
Avec Studio37/Orange Studio, elle a coproduit une cinquantaine de films aussi différents que The Artist de Michel Hazanavicius qui décroche cinq Oscars, Timbuktu de Abderrahmane Sissako, Welcome de Philippe Lioret, Les Beaux gosses de Riad Sattouf, Gainsbourg de Joann Sfar ou encore Solutions locales pour désordre global de Coline Serreau.
En parallèle, elle occupe en 1998 la présidence du Bureau de liaison des industries cinématographiques (BLIC), assurée à tour de rôle par les différentes branches de la profession. De 1997 à 1999, elle est présidente de la Chambre Syndicale des Producteurs et Exportateurs de Films Français (CSPEFF) puis vice-présidente jusqu’en 2002.
En 2005 et 2006 elle est présidente des SOFICA Sogecinéma 4 et 5. Présidente du conseil d'administration de la CAPAC de 2009 à 2014.
De juillet 2003 à Juillet 2005, elle est présidente de la Commission d’agrément des œuvres cinématographiques auprès du directeur général du Centre national de la cinématographie (CNC)
De 2005 à 2008 et de 2016 à 2019, elle est membre du Haut conseil à l’éducation artistique et culturelle placé auprès du ministre de la Culture et du ministre de l'Éducation nationale.
Elle est Chevalier de la Légion d’Honneur, Officier des Arts et des Lettres et Chevalier de l’Ordre national du Mérite.

### Parcours politique

#### Débuts au sein de l'UDF et de l'UDI
De 1986 à 1988, Frédérique Dumas est chargée de mission puis conseiller technique chargé du cinéma et des musiques actuelles au cabinet du ministre de la Culture et de la Communication François Léotard.
De 1989 à 1997, elle est adjointe UDF au maire d'Antony, Patrick Devedjian, chargée des affaires culturelles. De 2004 à 2010, elle est conseillère régionale Nouvelle UDF d'Ile-de-France.
Elle est porte-parole culture et média de l'Union pour la démocratie française de 2001 à 2005. En 2006, elle devient vice-présidente du courant Société en Mouvement de Gilles de Robien. Elle fait campagne pour François Bayrou pendant les présidentielles de 2002 et 2007. Elle devient en 2009 secrétaire nationale chargée des nouveaux médias pour le Nouveau Centre créé sur les bases de l’ancienne UDF.
En décembre 2015, elle est élue conseillère régionale d'Ile-de-France à la suite de la victoire de Valérie Pécresse lors des élections régionales de 2015 en Île-de-France. Elle siège au groupe de l'Union des démocrates et indépendants (NC/UDI) au sein de la majorité régionale, et devient présidente de la commission de la Culture. En janvier 2017, elle se voit retirer la présidence de la commission culture du conseil régional après s'être opposée à la baisse du budget de la culture et s'être opposée à la fermeture de l'ensemble des Établissements de coopération Culturels contre l'avis de Valérie Pécresse, et annonce qu'elle quitte le groupe UDI pour rejoindre le groupe d'opposition Radical, Citoyen, Démocrate et Écologiste (RCDE), qui devient ainsi RDCEC (C pour Centriste) et qui comprend notamment Jean-Luc Romero, Emmanuelle Cosse et Jean-Vincent Placé. Elle explique son départ du groupe UDI par le ralliement de ce dernier « sans conditions à François Fillon » qui s'est notamment rapproché de Sens commun en vue de l'élection présidentielle de 2017, et par son « désaccord profond avec la méthode » de Valérie Pécresse. Elle quitte dans la foulée l'UDI présidé par Jean-Christophe Lagarde.
Quelques semaines plus tard, elle rejoint le comité politique d'En marche ! (parti auquel elle a adhéré en novembre 2016) ainsi que l’équipe de campagne d’Emmanuel Macron, et intègre le groupe de travail sur le programme culture,,.

#### Députée
Pour les élections législatives, elle est investie par La République en marche dans la 13e circonscription des Hauts-de-Seine. Elle est élue au second tour contre Georges Siffredi (LR) avec 61,38 % des voix (25 017 voix sur 40 774 suffrages exprimés).
À l'Assemblée nationale, elle est élue vice-présidente de la commission des Affaires culturelles et de l'Éducation.
En octobre 2018 elle devient membre de la Commission des Affaires européennes et en octobre 2019, elle devient membre de la commission des Affaires étrangères.
En juin 2018, elle est à la tête d'un groupe de députés remettant un rapport au ministère de la Culture sur l'« audiovisuel public à l'heure du numérique ». Selon son résumé, celui-ci propose de « repenser le modèle social des groupes audiovisuels publics, notamment de France Télévisions, afin de dégager des marges de manœuvre et de s'adapter à la possibilité de diffuser sur différents canaux, plutôt que de demander des économies qui vont amoindrir l'offre ». Il refuse notamment toute idée de suppression ou de délinéarisation de la chaîne France 4, comme prôné par le gouvernement d'Édouard Philippe et soutenu par le secrétaire général de l’Élysée Alexis Kohler,.
En septembre 2018, elle annonce son départ du groupe La République en marche pour le groupe UAI. Elle est la deuxième députée élue avec le soutien de LREM à quitter le groupe parlementaire majoritaire en évoquant des divergences politiques (notamment sur le manque d'ambition de la politique culturelle de l'exécutif et le caractère hors sol des décisions prises), après Jean-Michel Clément. Selon Libération, « elle épingle des nominations relevant du seul fait du prince, ainsi que l'absence de considération et d'écoute du gouvernement pour le travail des parlementaires ». Elle rejoint alors l'UDI et le club de Xavier Bertrand, La Manufacture.
Elle rejoint alors le groupe UDI-AI puis le groupe Libertés et territoires.

#### LivreRécit au cœur du pouvoir
En 2020, au cours d'un entretien avec Denis Robert du site Le Média, elle critique le gouvernement et son président Emmanuel Macron, auquel elle reproche notamment une insensibilité pathologique. Elle affirme alors avoir reçu de nombreux messages d'anonymes la remerciant de son témoignage, ce qui la conduit à écrire le livre Ce que l’on ne veut pas que je vous dise, récit au cœur du pouvoir, qui est publié en mars 2022 et où elle décrit son expérience de l'exercice du pouvoir,.
Elle décrit toujours au cours de cet entretien, un gouvernement où Emmanuel Macron et Alexis Kohler concentrent les pouvoirs, Emmanuel Macron étant maître des décisions finales et Alexis Kohler prenant « 80 % des décisions d’arbitrage alors qu’il est seul dans son bureau et qu’il ne rend des comptes à personne d'autre qu'Emmanuel Macron ». D'après elle, Alexis Kohler peut prendre des décisions sans échanger avec les ministres concernés. Elle estime par ailleurs que les députés de l'Assemblée nationale ne sont pas libres de voter en leur âme et conscience. Elle affirme notamment avoir été traitée comme une frondeuse lorsqu'elle brave pour la première fois une consigne donnée par Richard Ferrand, président du groupe La République en marche à l'Assemblée, concernant le retrait de la fréquence TNT à France 4. Selon elle, être entendu et « faire bouger les lignes » est impossible, et donner un avis non « conforme » est déjà vu comme une « fronde ».
Dans cet entretien, elle critique également individuellement certaines personnalités du gouvernement. Elle déclare notamment avoir « très vite remarqué que des ministres pouvaient mentir et n’hésitaient pas à déformer la réalité ». Selon elle, le président Emmanuel Macron «sape méticuleusement tous les contre-pouvoirs ». Lors d'un entretien avec Le Parisien en septembre 2018 où elle annonce qu'elle quitte le groupe « La République en marche », elle avait déjà estimé qu'il y avait peu de considération pour le travail du Parlement.

## Production filmographique

### Noé productions (1993-2004)
- 1994 : Before the Rain de Milcho Manchevski
- 1994 : Afrique, mon Afrique d’Idrissa Ouedraguo
- 1994 : Kini et Adams d’Idrissa Ouedraguo
- 1996 : Dobermann de Jan Kounen
- 1998 : Le fils Adoptif d’Atkan Abdykalykov
- 1998 : Train de vie de Radu Mihaileanu
- 1999 : Les Portes de la gloire de Christian Merret-Palmair
- 2000 : No Man's Land de Danis Tanovic
- 2001 : Le Singe d’Atkan Abdykalykov
- 2008 : Lascars d’Albert Pereira Lazaro et Emmanuel Klotz
- 2008 : Thelma, Louise et Chantal de Benoît Pétré
- 2008 : Le Coach d’Olivier Doran
- 2008 : Cyprien de David Charhon
- 2011 : The Prodigies d'Antoine Charreyron

### Studio 37 / Orange Studio (2007-2014)
- 2008 : Les Beaux Gosses de Riad Sattouf
- 2009 : Un barrage contre le Pacifique de Rithy Panh
- 2009 : Espions de Nicolas Saada
- 2009 : Welcome de Philippe Lioret
- 2010 : Fatal de Michael Youn
- 2010 : Gainsbourg (vie héroïque) de Joann Sfar
- 2010 : My own love song d’Olivier Dahan
- 2010 : Lulaby for Pi de Benoît Phillippon
- 2010 : Elle s’appelait Sarah de Gilles Paquet-Brenner
- 2011 : The Artist de Michel Hazanavicius
- 2011 : L’ordre de la morale de Mathieu Kassovitz
- 2011 : Harakiri de Takashi Miike
- 2011 : La permission de minuit de Delphine Gleize
- 2011 : Poulet aux prunes de Marjane Satrapi
- 2011 : La Nouvelle Guerre des boutons de Christophe Barratier
- 2012 : À l’origine de Xavier Giannoli
- 2012 : Après la bataille de Yousry Nasrallah
- 2012 : La pirogue de Moussa Touré
- 2013 : Jappeloup de Christian Duguay
- 2013 : Pierre de patience de Atiq Rahimi
- 2013 : Mille feuilles de Nouri Bouzid
- 2013 : Jimmy P de Arnaud Desplechin
- 2014 : Saint Laurent de Bertrand Bonello
- 2014 : Sils Maria de Olivier Assayas
- 2014 : The Search de Michel Hazanavicius
- 2014 : Jacky au royaume des filles de Riad Sattouf
- 2014 : Timbuktu d’Abderrhamane Sissako
- 2015 : Le Petit Prince de Mark Osborne

### Documentaires de long métrage
- Solutions locales pour un désordre global de Coline Serreau
- Benda Bilili de Renaud Barret et Florent de La Tullaye
- Les caricaturistes, fantassins de la démocratie de Stéphanie Valloatto et Radu Mihaileanu

## Distinctions
- Chevalière de la Légion d'honneur
- Officière de l'ordre des Arts et des Lettres
- Chevalière de l'ordre national du Mérite

## Activité à l'Assemblée nationale
- Rapport de mai 2018, synthétisé et actualisé en mars 2020 : « Les médias de service public à l'ère du numérique. Au service de la diversité, du pluralisme et de la cohésion sociale ».
- Rapport de Frédérique Dumas et Liliana Tanguy, députées – juillet 2020 : « Quelle méthode pour définir et mettre en œuvre au niveau européen des outils financiers propres à faciliter la sortie de crise et la relance ? » [lire en ligne].
- Rapport de Frédérique Dumas et Xavier Paluszkiewicz - juillet 2020 : « L’espace fiscal européen » [présentation en ligne]
- Rapport d'information de Mme Frédérique Dumas et Mme Brigitte Liso sur les droits des femmes dans le monde et l’application de la convention d’Istanbul - janvier 2022.
- Communication de Mme Frédérique Dumas et Mme Liliana Tanguy sur la réforme de la fiscalité internationale des entreprises - février 2022.

## Publication
- Ce que l’on ne veut pas que je vous dise, récit au cœur du pouvoir, Massot Éditions, mars 2022.